# Condylactis aurantiaca
De Condylactis aurantiaca of gouden zeeroos is een zeeanemonensoort uit de familie Actiniidae. Condylactis aurantiaca werd in 1825 voor het eerst wetenschappelijk beschreven door Stefano delle Chiaje. Deze soort blijft altijd grotendeels begraven in zand of sediment, gehecht aan het substraat waarbij alleen de orale schijf en tentakels zichtbaar zijn.

## Beschrijving
De zuil van de Condylactis aurantiaca is doorschijnend wit met witte vlekken en groeit tot ongeveer 7 cm in diameter. De orale schijf kan 12 cm bereiken. De totale diameter met de tentakels uitgespreid is ongeveer 30 cm. Deze soort heeft meestal vijf kransen van tentakels, met 96 tentakels aanwezig wanneer deze volledig is ontwikkeld. De tentakels zijn elk ongeveer 8 cm lang, groen tot geel van kleur en soms grijsachtig. Ze hebben vaak banden van witte en andere kleuren en paarse punten. De mond, in het midden van de orale schijf, is paarsachtig.

## Verspreiding en leefgebied
Condylactis aurantiaca komt alleen voor in de Middellandse Zee tot een diepte van 80 meter. De basis is bevestigd aan een rots, steen of schelp en de kolom is ondergedompeld in sediment, meestal zand of grind.

## Ecologie
Net als andere zeeanemonen vangt deze soort prooien met zijn tentakels die zijn bewapend met vele cnidocyten, stekende cellen die de prooi doden. De prooi wordt vervolgens door de tentakels naar de mond overgebracht. Deze zeeanemoon plant zich in het voorjaar en de zomer voort door gameten vrij te laten in de waterkolom waar ze worden bevrucht en zich ontwikkelen tot planula-larven. Als alternatief kunnen de gameten in de lichaamsholte worden vastgehouden, waarbij de larven daar tot het voorjaar worden gebroed.
De garnalensoort Periclimenes aegylios kan in symbiose met deze zeeanemoon worden aangetroffen.

## Afbeeldingen

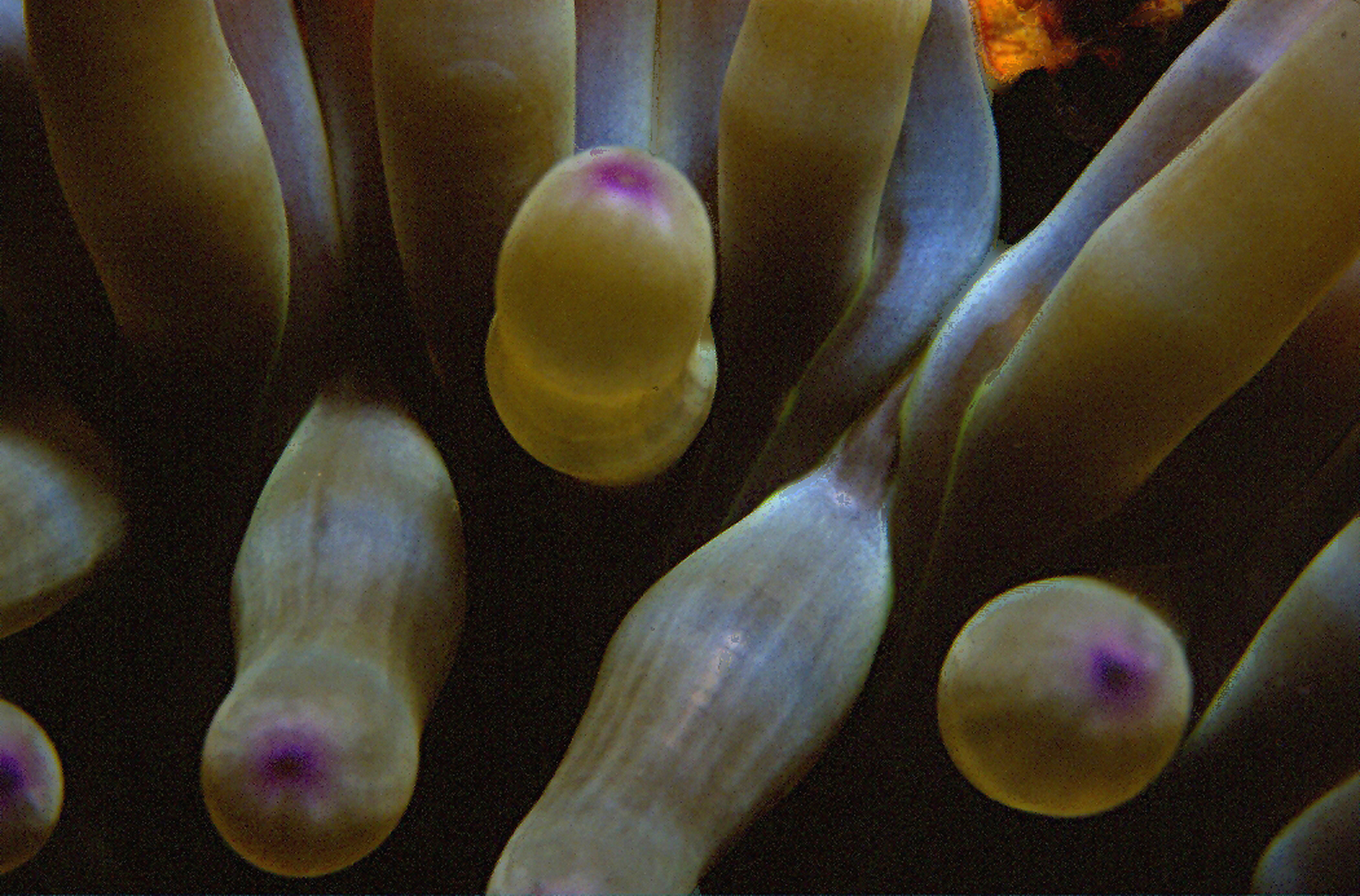
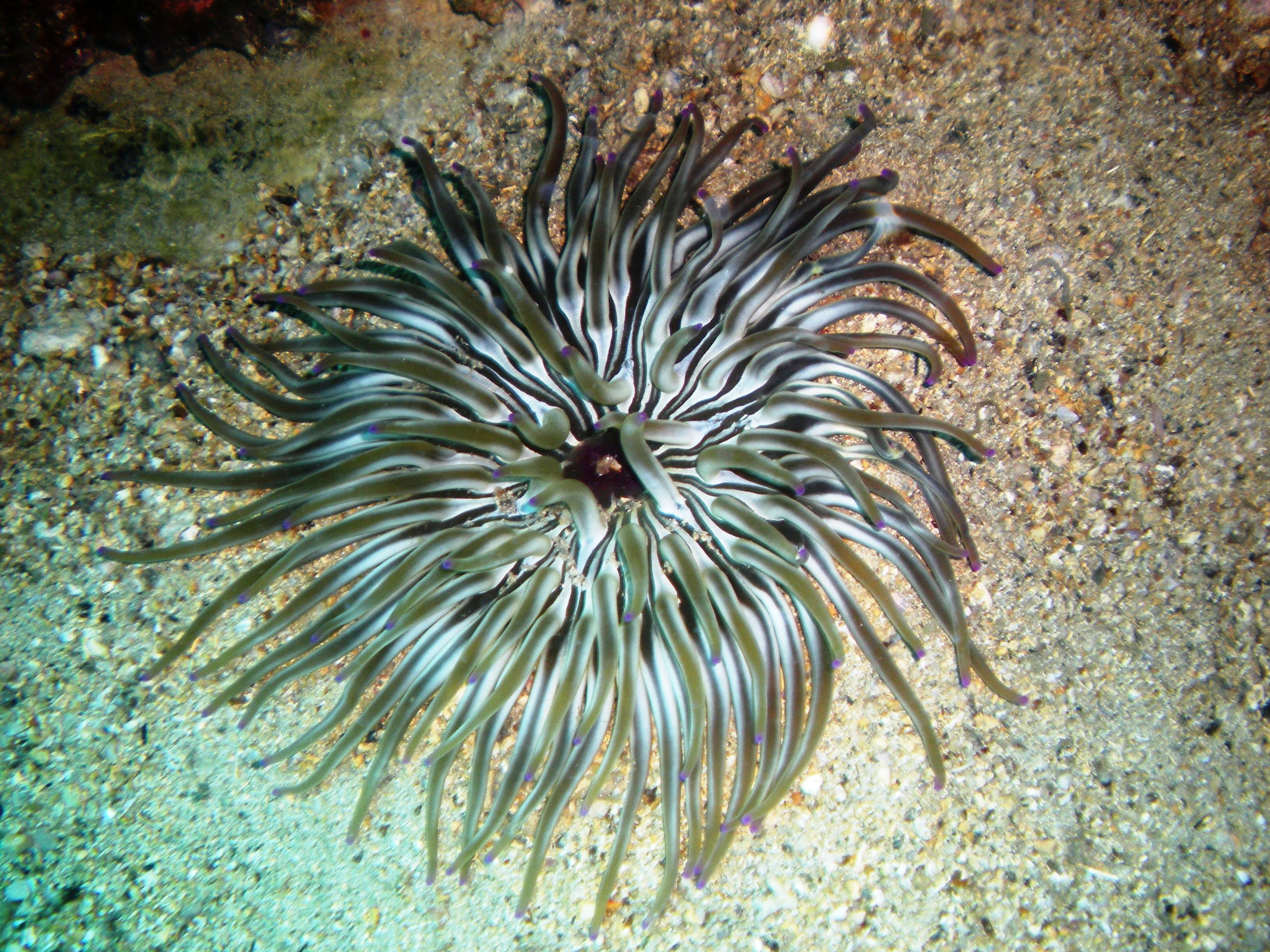